# Frottázs
Frottázs azaz átdörzsölés, a francia "frotter, frottez" szavakból. Képzőművészeti technika, melynek során érdes vagy térbeli kiterjedéssel rendelkező felületre helyezett papír felületén grafittal, szénnel, zsírkrétával, krétával stb. végzett dörzsölés hatására a felületi egyenetlenségek leképeződnek. Ismert a technika a kémfilmekből is: a jegyzettömb második oldaláról frottázs-technikával hívható elő a kitépett oldalra írt jegyzet.
Képzőművészeti megjelenése a szürrealizmushoz köthető, legnagyobb mestereinek egyike Max Ernst. A valóságban megtalálható, hétköznapi tárgyak, fafelületek, kövek, téglák stb. felszínéről készült frottázsok a szürrealizmus kedvelt témái, véletlenszerűségük miatt, illetve mert a frottázs eltávolítja a kész képet a forrásként használt hétköznapi tárgytól, annak művészi absztrakcióját nyújtva.